# Fri rigsstad
En fri rigsstad (tysk: Freie Reichsstadt) var en by i det Tysk-romerske rige, der hørte direkte under kejseren. Dette betød, at sådanne bystater (i modsætning til fyrsternes byer) var rigsumiddelbare.

## Bystater
De tyske rigsstæder havde delvis suverænitet i 1648-1806 og i 1867-1919, mens de havde fuld suverænitet (indenfor det Tyske forbund) fra 1815 til 1866.
Rigsstæderne var republikker, der som regel blev styret af velhavende borgere.
I dag er der tre bystater i Tyskland. Det er hovedstaden Berlin samt de tidligere frie rigsstæder Hamburg og Bremen.

## Rigsdagen
Frem til det tysk-romerske riges opløsning i 1806 valgte fristæderne borgerstandens repræsentanter til den tyske trestandsrigsdag. (De to andre stænder i rigsdagen var gejstligheden og den verdslige rigsadel (dvs. fyrsterne)). Fra 1648 var rigsdagen dog reelt underlagt fyrsternes kontrol.

## Hanseforbundet
Grupper af rigsstæder dannede forbund. Hanseforbundet er det mest kendte eksempel på dette. Det var dog ikke alle tyske rigsstæder, der var hansestæder. Til gengæld havde Hanseforbundet også medlemsbyer udenfor Tyskland.

## Fristæder i Tysklands nabolande
Der var også ’’rigsstæder’’ udenfor Tyskland. Således var hansestaden Danzig en fri rigsstad under polsk overhøjhed indtil 1793. Fra 1920 til 1939 var Danzig en fristad under Folkeforbundet, og byen var i toldunion med Polen.
Fra 1815 til 1846 var den polske by Kraków en fristad (polsk: Wolne Miasto Kraków) under opsyn af kejserne af Østrig og Rusland samt kongen af Preussen. Derefter kom Kraków direkte under Kejserriget Østrig.
I det nuværende Litauen havde Vilnius, Trakai og Kaunas status af fristæder ifølge Magdeburglovene under Storfyrsten af Litauen.
I det nuværende Tjekkiet er Cheb den vestligste af de tidligere rigsstæder.
I Østrig var der rigsumiddelbare byer indtil 1918. Et eksempel er havnebyen Trieste, der var en fri østrigsk rigsstad fra 1849 til 1918. Derefter blev byen italiensk. Trieste var en fristad under FN fra 1947 til 1954.

## Afviklingen af rigsstæderne
I 1521 var der 85 frie rigsstæder i Tyskland. I år 1800 var tallet faldet til 51. I 1803 mistede 45 af disse byer deres status som rigsstæder.
Senere er fire andre rigsstæder blevet indlemmet i større stater. I 1805 blev Augsburg en del af Bayern. Året efter var det Nürnbergs tur til at blive bayersk. Frankfurt am Main blev indlemmet i Preussen i 1866, og i 1937 blev Lübeck også en preussisk by.
I 1949 blev de to tilbageværende rigsstæder (Hamburg og Bremen) delstater i Forbundsrepublikken Tyskland.